# Зарука
Зарука или зарук (нем. zaruk) — парусное одно- или двухмачтовое судно, которое активно использовалось на побережье Йемена, Южной Аравии, в Оманском заливе и на Красном море. Крупные суда этого класса применялись вплоть до XIX века для работорговли и контрабанды, а малые — служили для транспортировки грузов и рыболовства.

## Конструкция
По своему виду зарук относится к арабским дау, черты которых лучше просматриваются на более старых конструкциях. Среди таких признаков выделяют горизонтальный киль, который протягивается на треть общей длины судна и у носовой оконечности переходит в задранный вверх форштевень. Однако, конструкция малых зарук поздней постройки испытала на себе влияние идей европейского кораблестроения, из-за чего многие характерные черты дау исчезли.
Отношение длины по ватерлинии к ширине составляет около 4,4. Мачта располагалась примерно в центре корпуса и имела наклон в направлении бака на 10 — 15°. Парусное вооружение было характерно для дау и состояло из трапециевидного паруса, который размещался на наклонном рангоуте. Управление рулевой плоскостью осуществлялось с помощью двух бортовых тросов, что считалось особенностью данного типа судов. Как правило, грузоподъёмность типичной заруки не превышала 100 тонн.